# Choerades gilva
Choerades gilva là một loài ruồi trong họ Asilidae. Choerades gilva được Linnaeus miêu tả năm 1758.